# Campeonato Mundial de Atletismo de 2015 - 800 m masculino
A prova dos 800 metros masculino do Campeonato Mundial de Atletismo de 2015 foi disputada entre 22 e 25 de agosto no Estádio Nacional de Pequim, em Pequim.

## Recordes
Antes desta competição, os recordes mundiais e do campeonato nesta prova eram os seguintes:
| Tipo                  | Atleta           | Tempo   | Local   | Data                  |
| --------------------- | ---------------- | ------- | ------- | --------------------- |
|                       | David Rudisha    | 1:40:91 | Londres | 9 de agosto de 2012   |
| Recorde do campeonato | Billy Konchellah | 1:43:06 | Roma    | 1 de setembro de 1987 |

## Medalhas
| Ouro                | Prata              | Bronze          |
| David Rudisha (KEN) | Adam Kszczot (POL) | Amel Tuka (BIH) |

## Cronograma
Todos os horários são locais (UTC+8).
| Data         | Hora  | Evento        |
| ------------ | ----- | ------------- |
| 22 de agosto | 11:50 | Eliminatórias |
| 23 de agosto | 20:15 | Semifinal     |
| 25 de agosto | 20:55 | Final         |

## Resultados

### Eliminatórias
Qualificação: Os 3 de cada bateria (Q) e os 6 melhores tempos  (q) avançam para a semifinal.
| Colocação | Bateria | Atleta                     | Nacionalidade        | Tempo   | Notas |
| --------- | ------- | -------------------------- | -------------------- | ------- | ----- |
| 1         | 4       | Ferguson Cheruiyot Rotich  | Quênia               | 1:45,83 | Q     |
| 2         | 4       | Amine El Manaoui           | Marrocos             | 1:45,86 | Q     |
| 3         | 4       | Kevin López                | Espanha              | 1:46,06 | Q     |
| 4         | 4       | Konstantin Tolokonnikov    | Rússia               | 1:46,07 | q     |
| 5         | 3       | Amel Tuka                  | Bósnia e Herzegovina | 1:46,12 | Q     |
| 6         | 3       | Nader Belhanbel            | Marrocos             | 1:46,23 | Q     |
| 7         | 4       | Marcin Lewandowski         | Polónia              | 1:46,25 | q     |
| 8         | 3       | Rafith Rodríguez           | Colômbia             | 1:46,39 | Q     |
| 9         | 5       | Adam Kszczot               | Polónia              | 1:46,62 | Q     |
| 10        | 3       | Erik Sowinski              | Estados Unidos       | 1:46,63 | q     |
| 11        | 5       | Alfred Kipketer            | Quênia               | 1:46,67 | Q     |
| 12        | 3       | Mark English               | Irlanda              | 1:46,69 | q     |
| 13        | 4       | Thijmen Kupers             | Países Baixos        | 1:46,70 | q     |
| 14        | 5       | Jeffrey Riseley            | Austrália            | 1:46,79 | Q     |
| 15        | 5       | Jena Umar                  | Etiópia              | 1:47,03 | q     |
| 16        | 1       | Nijel Amos                 | Botswana             | 1:47,23 | Q     |
| 17        | 3       | Žan Rudolf                 | Eslovênia            | 1:47,24 |       |
| 18        | 1       | Antoine Gakeme             | Burundi              | 1:47,47 | Q     |
| 19        | 5       | Abdelati El Guesse         | Marrocos             | 1:47,49 |       |
| 20        | 1       | Ali Al-Deraan              | Arábia Saudita       | 1:47,65 | Q     |
| 21        | 4       | Musa Hajdari               | Kosovo               | 1:47,70 | NR    |
| 22        | 2       | Mohammed Aman              | Etiópia              | 1:47,87 | Q     |
| 23        | 2       | Pierre-Ambroise Bosse      | França               | 1:47,89 | Q     |
| 24        | 1       | Robin Schembera            | Alemanha             | 1:48,04 |       |
| 25        | 5       | Andreas Almgren            | Suécia               | 1:48,06 |       |
| 26        | 2       | Clayton Murphy             | Estados Unidos       | 1:48,08 | Q     |
| 27        | 2       | Giordano Benedetti         | Itália               | 1:48,15 |       |
| 28        | 2       | Jozef Repčík               | Eslováquia           | 1:48,26 |       |
| 29        | 6       | David Rudisha              | Quênia               | 1:48,31 | Q     |
| 30        | 6       | Abraham Kipchirchir Rotich | Bahrein              | 1:48,42 | Q     |
| 31        | 4       | Brice Etès                 | Mónaco               | 1:48,52 |       |
| 32        | 6       | Musaeb Abdulrahman Balla   | Catar                | 1:48,59 | Q     |
| 33        | 5       | Reinhardt van Rensburg     | África do Sul        | 1:48,61 |       |
| 34        | 6       | Michael Rimmer             | Grã-Bretanha         | 1:48,70 |       |
| 35        | 1       | Josh Ralph                 | Austrália            | 1:48,90 |       |
| 36        | 6       | Andreas Bube               | Dinamarca            | 1:48,94 |       |
| 37        | 2       | Jamal Hairane              | Catar                | 1:48,96 |       |
| 38        | 1       | Casimir Loxsom             | Estados Unidos       | 1:48,97 |       |
| 39        | 6       | Artur Kuciapski            | Polónia              | 1:49,22 |       |
| 40        | 1       | Khalid Benmahdi            | Argélia              | 1:49,61 |       |
| 41        | 2       | Kyle Langford              | Grã-Bretanha         | 1:49,78 |       |
| 42        | 6       | Cleiton Abrão              | Brasil               | 1:49,79 |       |
| 43        | 2       | Adnan Taess                | Iraque               | 1:54,44 | SB    |
| 44        | 6       | Wais Ibrahim Khairandesh   | Afeganistão          | 1:59,51 |       |
|           | 3       | Alex Amankwah              | Gana                 | DNS     |       |

### Semifinal
Qualificação: Os 2 de cada bateria (Q) e os 2 melhores tempos  (q) avançam para a final.
| Colocação | Bateria | Atleta                     | Nacionalidade        | Tempo   | Notas |
| --------- | ------- | -------------------------- | -------------------- | ------- | ----- |
| 1         | 3       | Amel Tuka                  | Bósnia e Herzegovina | 1:44,48 | Q     |
| 2         | 3       | Ferguson Cheruiyot Rotich  | Quênia               | 1:44,85 | Q     |
| 3         | 1       | Adam Kszczot               | Polónia              | 1:44,97 | Q     |
| 4         | 1       | Alfred Kipketer            | Quênia               | 1:44,99 | Q     |
| 5         | 1       | Pierre-Ambroise Bosse      | França               | 1:45,02 | q     |
| 6         | 3       | Nader Belhanbel            | Marrocos             | 1:45,28 | q     |
| 7         | 3       | Marcin Lewandowski         | Polónia              | 1:45,34 |       |
| 8         | 3       | Mark English               | Irlanda              | 1:45,55 |       |
| 9         | 3       | Rafith Rodríguez           | Colômbia             | 1:45,63 |       |
| 10        | 1       | Kevin López                | Espanha              | 1:45,84 |       |
| 11        | 1       | Amine El Manaoui           | Marrocos             | 1:46,09 |       |
| 12        | 1       | Clayton Murphy             | Estados Unidos       | 1:46,28 |       |
| 13        | 3       | Erik Sowinski              | Estados Unidos       | 1:47,16 |       |
| 14        | 2       | David Rudisha              | Quênia               | 1:47,70 | Q     |
| 15        | 1       | Thijmen Kupers             | Países Baixos        | 1:47,74 |       |
| 16        | 2       | Musaeb Abdulrahman Balla   | Catar                | 1:47,93 | Q     |
| 17        | 2       | Nijel Amos                 | Botswana             | 1:47,96 |       |
| 18        | 2       | Konstantin Tolokonnikov    | Rússia               | 1:48,32 |       |
| 19        | 2       | Abraham Kipchirchir Rotich | Bahrein              | 1:48,61 |       |
| 20        | 3       | Jena Umar                  | Etiópia              | 1:48,68 |       |
| 21        | 2       | Ali Al-Deraan              | Arábia Saudita       | 1:48,71 |       |
| 22        | 2       | Antoine Gakeme             | Burundi              | 1:48,86 |       |
|           | 1       | Mohammed Aman              | Etiópia              | DQ      |       |
|           | 2       | Jeffrey Riseley            | Austrália            | DNS     |       |

### Final
A final ocorreu às 20:55.
| Classificação     | Atleta                    | Nacionalidade        | Tempo   | Notas |
| ----------------- | ------------------------- | -------------------- | ------- | ----- |
| Medalha de ouro   | David Rudisha             | Quênia               | 1:45,84 |       |
| Medalha de prata  | Adam Kszczot              | Polónia              | 1:46,08 |       |
| Medalha de bronze | Amel Tuka                 | Bósnia e Herzegovina | 1:46,30 |       |
| 4                 | Ferguson Cheruiyot Rotich | Quênia               | 1:46,35 |       |
| 5                 | Pierre-Ambroise Bosse     | França               | 1:46,63 |       |
| 6                 | Musaeb Abdulrahman Balla  | Catar                | 1:47,01 |       |
| 7                 | Nader Belhanbel           | Marrocos             | 1:47,09 |       |
| 8                 | Alfred Kipketer           | Quênia               | 1:47,66 |       |

Legenda
| Recorde mundial       | Recorde mundial (World record)               |                       | Recorde africano                      | Recorde africano (African) |                                           | Q | Classificado por posição (Qualified) |
| Recorde do campeonato | Recorde do campeonato (Championship record)  | Recorde da América    | Recorde da América (Americas)         | q                          | Classificado por melhor tempo (Qualified) |   |                                      |
| Melhor marca do ano   | Melhor marca do ano (World leading)          | Recorde asiático      | Recorde asiático (Asian)              | DNS                        | Não largou (Did not start)                |   |                                      |
| Recorde nacional      | Recorde nacional (National record)           | Recorde europeu       | Recorde europeu (European)            | DNF                        | Não terminou (Did not finish)             |   |                                      |
| Recorde pessoal       | Recorde pessoal do atleta (Personal best)    | Recorde da Oceania    | Recorde da Oceania (Oceania)          | DSQ / DQ                   | Desclassificado (Disqualified)            |   |                                      |
| Recorde da temporada  | Recorde da temporada do atleta (Season best) | Recorde sul-americano | Recorde sul-americano (South America) | NM                         | Sem marca (No mark)                       |   |                                      |